# Società Sportiva Calcio Palermo 1985-1986
Questa voce raccoglie le informazioni riguardanti la Società Sportiva Calcio Palermo nelle competizioni ufficiali della stagione 1985-1986.

## Stagione
Nella stagione 1985-1986 di Serie B, il Palermo si è piazzato 16º, salvandosi all'ultima giornata dopo aver vinto (2-1) contro il Monza, risultato ottenuto grazie alla rete decisiva di un giovane esordiente Giovanni Tarantino, centrocampista della Primavera. Ha iniziato la stagione allenato dal tecnico argentino Antonio Angelillo fino ai primi di dicembre, quando dopo la sconfitta di Catania (1-0) è stato esonerato, al suo posto è stato chiamato Fernando Veneranda che ha saputo guidare i rosanero ad una sofferta salvezza ottenuta sul campo. Perché sul Palermo si erano ormai addensate nubi molto scure, sia per lo scandalo delle partite truccate, sia per la difficile situazione societaria. La Commissione di Appello Federale gli ha inflitto 5 punti di penalizzazione da scontare nel prossimo torneo di Serie B, a causa del secondo scandalo del calcio-scommesse. Ma il prossimo torneo cadetto sarà senza la squadra rosanero, a causa del sopraggiunto fallimento societario, in seguito al quale il Palermo viene radiato l'8 settembre 1986 dalla FIGC. Una nuova società ne ha assunto l'eredità nel 1987-1988 ripartendo dalla Serie C2.
In Coppa Italia il Palermo ha disputato prima del campionato il primo girone di qualificazione, vinto da Fiorentina e Juventus promosse agli ottavi di finale, la squadra rosanero vi ha ottenuto due vittorie e tre sconfitte.

## Divise e sponsor

Il neoacquisto Claudio Pellegrini con la divisa rosanero della stagione

La maglia era rosanero mentre i calzoncini erano esclusivamente neri, calzettoni neri con risvolto rosa. Lo Sponsor "Juculano".

## Organigramma societario[2]
- Presidente: Salvatore Matta
- Direttore sportivo: Giacomo Bulgarelli
- Segretario generale: Silvio Palazzotto
- Allenatore: Antonio Angelillo, poi Fernando Veneranda
- Preparatore atletico: prof. Carmine Picone

## Rosa
| N. |                   | Ruolo | Calciatore          |
| -- | ----------------- | ----- | ------------------- |
|    | Italia (bandiera) | P     | Paolo Longo         |
|    | Italia (bandiera) | P     | Franco Paleari      |
|    | Italia (bandiera) | P     | Michele Pintauro    |
|    | Italia (bandiera) | D     | Silvano Benedetti   |
|    | Italia (bandiera) | D     | Tebaldo Bigliardi   |
|    | Italia (bandiera) | D     | Giuseppe Casabianca |
|    | Italia (bandiera) | D     | Marco Cecilli       |
|    | Italia (bandiera) | D     | Franco Falcetta     |
|    | Italia (bandiera) | D     | Claudio Ranieri     |
|    | Italia (bandiera) | D     | Claudio Grimaudo    |
|    | Italia (bandiera) | C     | Onofrio Barone      |
|    | Italia (bandiera) | C     | Gianni De Biasi     |
|    | Italia (bandiera) | C     | Giuseppe Guerini    |

| N. |                   | Ruolo | Calciatore              |
| -- | ----------------- | ----- | ----------------------- |
|    | Italia (bandiera) | C     | Valerio Majo            |
|    | Italia (bandiera) | C     | Andrea Pallanch         |
|    | Italia (bandiera) | C     | Mario Piga              |
|    | Italia (bandiera) | C     | Antonio Podda           |
|    | Italia (bandiera) | C     | Maurizio Ronco          |
|    | Italia (bandiera) | C     | Giovanni Tarantino      |
|    | Italia (bandiera) | C     | Pietro Maiellaro        |
|    | Italia (bandiera) | A     | Oliviero Di Stefano     |
|    | Italia (bandiera) | A     | Salvatore Maria Coppola |
|    | Italia (bandiera) | A     | Claudio Pellegrini      |
|    | Italia (bandiera) | A     | Orazio Sorbello         |
|    | Italia (bandiera) | A     | Antonio De Vitis        |
|    | Italia (bandiera) | A     | Francesco La Rosa       |

## Calciomercato
Acquisti: Michele Pintauro (Empoli, ottobre)
Cessioni: Pietro Maiellaro (Taranto, ottobre), Antonio De Vitis (Salernitana, ottobre), Francesco La Rosa, (Ravenna, ottobre)

## Risultati

### Serie B

#### Girone di andata
| Arbitro: | Esposito (Torre del Greco) |

|                         |           |            |
| Podavini 2’ Fiorini 21’ | Marcatori | 5’ Guerini |

| Empoli 15 settembre 1985 2ª giornata | Empoli            | 0 – 0 | Palermo | Stadio Carlo Castellani\| Arbitro: \| Frigerio (Milano) \| |
| Arbitro:                             | Frigerio (Milano) |       |         |                                                            |

| Arbitro: | Greco (Lecce) |

|                                    |           |             |
| De Vitis 32’ Montorfano 85’ (aut.) | Marcatori | 51’ Bencina |

| Arbitro: | Boschi (Parma) |

|                          |           |  |
| Faccenda 18’ Marulla 86’ | Marcatori |  |

| Arbitro: | Tarallo (Como) |

|              |           |                 |
| De Biasi 83’ | Marcatori | 44’ De Stefanis |

| Arbitro: | Fabricatore (Roma) |

|                      |           |  |
| Gibellini 22’ (rig.) | Marcatori |  |

| Palermo 20 ottobre 1985 7ª giornata | Palermo        | 0 – 0 | Ascoli | Stadio La Favorita\| Arbitro: \| Luci (Firenze) \| |
| Arbitro:                            | Luci (Firenze) |       |        |                                                    |

| Arbitro: | Novi (Pisa) |

|           |           |  |
| Sorbi 78’ | Marcatori |  |

| Arbitro: | Coppetelli (Tivoli) |

|                   |           |             |
| Sorbello 40’, 81’ | Marcatori | 33’ Roselli |

| Palermo 10 novembre 1985 10ª giornata | Palermo             | 0 – 0 | Triestina | Stadio La Favorita\| Arbitro: \| Lamorgese (Potenza) \| |
| Arbitro:                              | Lamorgese (Potenza) |       |           |                                                         |

| Arbitro: | Da Pozzo (Monza) |

|            |           |                  |
| Brondi 38’ | Marcatori | 10’ S. Benedetti |

| Arbitro: | D'Innocenzo (Roma) |

|              |           |            |
| Sorbello 27’ | Marcatori | 5’ Venturi |

| Arbitro: | Magni (Bergamo) |

|                   |           |  |
| A. Pellegrini 21’ | Marcatori |  |

| Arbitro: | Pieri (Genova) |

|                       |           |  |
| Majo 36’ Sorbello 65’ | Marcatori |  |

| Arezzo 15 dicembre 1985 15ª giornata | Arezzo           | 0 – 0 | Palermo | Stadio Comunale\| Arbitro: \| Baldas (Trieste) \| |
| Arbitro:                             | Baldas (Trieste) |       |         |                                                   |

| Palermo 22 dicembre 1985 16ª giornata | Palermo      | 0 – 0 | Campobasso | Stadio La Favorita\| Arbitro: \| Cassi (Pisa) \| |
| Arbitro:                              | Cassi (Pisa) |       |            |                                                  |

| Arbitro: | Vecchiatini (Bologna) |

|            |           |          |
| Rondon 12’ | Marcatori | 71’ Piga |

| Palermo 12 gennaio 1986 18ª giornata | Palermo       | 0 – 0 | Sambenedettese | Stadio La Favorita\| Arbitro: \| Testa (Prato) \| |
| Arbitro:                             | Testa (Prato) |       |                |                                                   |

| Arbitro: | Pirandola (Lecce) |

|                 |           |              |
| Boccafresca 32’ | Marcatori | 84’ Sorbello |

#### Girone di ritorno
| Arbitro: | Bruschini (Firenze) |

|                 |           |             |
| Piga 63’ (rig.) | Marcatori | 59’ Garlini |

| Arbitro: | Pairetto (Torino) |

|              |           |            |
| Sorbello 12’ | Marcatori | 44’ Urbano |

| Arbitro: | Gabbrielli (Prato) |

|             |           |              |
| Finardi 55’ | Marcatori | 78’ Pallanch |

| Palermo 16 febbraio 1986 23ª giornata | Palermo            | 0 – 0 | Genoa | Stadio La Favorita\| Arbitro: \| D'Innocenzo (Roma) \| |
| Arbitro:                              | D'Innocenzo (Roma) |       |       |                                                        |

| Perugia 23 febbraio 1986 24ª giornata | Perugia             | 0 – 0 | Palermo | Stadio Renato Curi\| Arbitro: \| Tubertini (Bologna) \| |
| Arbitro:                              | Tubertini (Bologna) |       |         |                                                         |

| Arbitro: | Leni (Perugia) |

|             |           |               |
| Sorbello 8’ | Marcatori | 59’ Gibellini |

| Arbitro: | Baldi (Roma) |

|                                    |           |                          |
| Trifunovic 47’ Incocciati 58’, 72’ | Marcatori | 55’ Guerini 63’ Sorbello |

| Arbitro: | Tuveri (Cagliari) |

|                       |           |  |
| Majo 45’ Pallanch 77’ | Marcatori |  |

| Arbitro: | Lamorgese (Potenza) |

|  |           |                   |
|  | Marcatori | 41’ C. Pellegrini |

| Arbitro: | Novi (Pisa) |

|                         |           |  |
| Cerone 26’ De Falco 79’ | Marcatori |  |

| Arbitro: | Pirandola (Lecce) |

|             |           |  |
| Pallanch 2’ | Marcatori |  |

| Arbitro: | Vecchiatini (Bologna) |

|                  |           |  |
| Piras 50’ (rig.) | Marcatori |  |

| Palermo 4 maggio 1986 32ª giornata | Palermo          | 0 – 0 | Catania | Stadio La Favorita\| Arbitro: \| Casarin (Milano) \| |
| Arbitro:                           | Casarin (Milano) |       |         |                                                      |

| Brescia 11 maggio 1986 33ª giornata | Brescia                   | 0 – 0 | Palermo | Stadio Mario Rigamonti\| Arbitro: \| Pezzella (Frattamaggiore) \| |
| Arbitro:                            | Pezzella (Frattamaggiore) |       |         |                                                                   |

| Arbitro: | Sguizzato (Verona) |

|  |           |             |
|  | Marcatori | 45’ Mangoni |

| Arbitro: | Baldas (Trieste) |

|                                                 |           |              |
| Perrone 7’ (rig.) Vagheggi 11’, 68’ Goretti 85’ | Marcatori | 33’ Sorbello |

| Arbitro: | Redini (Pisa) |

|              |           |              |
| Falcetta 65’ | Marcatori | 41’ Messersì |

| Arbitro: | Magni (Bergamo) |

|                                                    |           |          |
| Di Nicola 65’ Di Fabio 70’ Manfrin 83’ Turrini 89’ | Marcatori | 76’ Piga |

| Arbitro: | Bergamo (Livorno) |

|                            |           |            |
| Pallanch 47’ Tarantino 76’ | Marcatori | 63’ Papais |

### Coppa Italia

#### Primo turno
| Arbitro: | Cornieti (Forlì) |

|  |           |                 |
|  | Marcatori | 69’ (rig.) Majo |

| Arbitro: | Baldas (Trieste) |

|                         |           |  |
| Ambu 6’, 61’ Papais 39’ | Marcatori |  |

| Arbitro: | Mattei (Macerata) |

|              |           |                               |
| De Vitis 24’ | Marcatori | 16’ Battistini 37’, 43’ Iorio |

| Arbitro: | Pieri (Genova) |

|                     |           |                                           |
| De Vitis 19’ (rig.) | Marcatori | 22’ Laudrup 26’ (rig.) Platini 53’ Serena |

| Arbitro: | Lamorgese (Potenza) |

|            |           |                           |
| Cuoghi 20’ | Marcatori | 78’ De Vitis 79’ Pallanch |

## Statistiche

### Statistiche di squadra
| Competizione | Punti | In casa | In casa | In casa | In casa | In casa | In casa | In trasferta | In trasferta | In trasferta | In trasferta | In trasferta | In trasferta | Totale | Totale | Totale | Totale | Totale | Totale | DR  |
| Competizione | Punti | G       | V       | N       | P       | Gf      | Gs      | G            | V            | N            | P            | Gf           | Gs           | G      | V      | N      | P      | Gf     | Gs     | DR  |
| ------------ | ----- | ------- | ------- | ------- | ------- | ------- | ------- | ------------ | ------------ | ------------ | ------------ | ------------ | ------------ | ------ | ------ | ------ | ------ | ------ | ------ | --- |
| Serie B      | 34    | 19      | 6       | 12      | 1       | 17      | 10      | 19           | 1            | 8            | 10           | 10           | 25           | 38     | 7      | 20     | 11     | 27     | 35     | -8  |
| Coppa Italia | 4     | 2       | 0       | 0       | 2       | 2       | 6       | 3            | 2            | 0            | 1            | 3            | 4            | 5      | 2      | 0      | 3      | 5      | 10     | -5  |
| Totale       |       | 21      | 6       | 12      | 3       | 19      | 16      | 22           | 3            | 8            | 11           | 13           | 29           | 43     | 9      | 20     | 14     | 32     | 45     | -13 |

### Statistiche dei giocatori
| Giocatore     | Serie B  | Serie B | Serie B     | Serie B    | Coppa Italia | Coppa Italia | Coppa Italia | Coppa Italia | Totale   | Totale | Totale      | Totale     |
| Giocatore     | Presenze | Reti    | Ammonizioni | Espulsioni | Presenze     | Reti         | Ammonizioni  | Espulsioni   | Presenze | Reti   | Ammonizioni | Espulsioni |
| ------------- | -------- | ------- | ----------- | ---------- | ------------ | ------------ | ------------ | ------------ | -------- | ------ | ----------- | ---------- |
| O. Barone     | 30       | 0       | ?           | ?          | ?            | ?            | ?            | ?            | 30+      | 0+     | ?           | ?          |
| S. Benedetti  | 35       | 1       | ?           | ?          | ?            | ?            | ?            | ?            | 35+      | 1+     | ?           | ?          |
| T. Bigliardi  | 33       | 0       | ?           | ?          | ?            | ?            | ?            | ?            | 33+      | 0+     | ?           | ?          |
| G. Casabianca | 9        | 0       | ?           | ?          | ?            | ?            | ?            | ?            | 9+       | 0+     | ?           | ?          |
| M. Cecilli    | 20       | 0       | ?           | ?          | ?            | ?            | ?            | ?            | 20+      | 0+     | ?           | ?          |
| G. De Biasi   | 36       | 1       | ?           | ?          | ?            | ?            | ?            | ?            | 36+      | 1+     | ?           | ?          |
| A. De Vitis   | 5        | 1       | ?           | ?          | ?            | ?            | ?            | ?            | 5+       | 1+     | ?           | ?          |
| O. Di Stefano | 30       | 0       | ?           | ?          | ?            | ?            | ?            | ?            | 30+      | 0+     | ?           | ?          |
| F. Falcetta   | 27       | 1       | ?           | ?          | ?            | ?            | ?            | ?            | 27+      | 1+     | ?           | ?          |
| G. Guerini    | 35       | 2       | ?           | ?          | ?            | ?            | ?            | ?            | 35+      | 2+     | ?           | ?          |
| P. Maiellaro  | 4        | 0       | ?           | ?          | ?            | ?            | ?            | ?            | 4+       | 0+     | ?           | ?          |
| V. Majo       | 24       | 2       | ?           | ?          | ?            | ?            | ?            | ?            | 24+      | 2+     | ?           | ?          |
| F. Paleari    | 32       | -30     | ?           | ?          | ?            | ?            | ?            | ?            | 32+      | -30+   | ?           | ?          |
| A. Pallanch   | 34       | 4       | ?           | ?          | ?            | ?            | ?            | ?            | 34+      | 4+     | ?           | ?          |
| C. Pellegrini | 23       | 1       | ?           | ?          | ?            | ?            | ?            | ?            | 23+      | 1+     | ?           | ?          |
| M. Piga       | 31       | 3       | ?           | ?          | ?            | ?            | ?            | ?            | 31+      | 3+     | ?           | ?          |
| M. Pintauro   | 6        | -5      | ?           | ?          | ?            | ?            | ?            | ?            | 6+       | -5+    | ?           | ?          |
| A. Podda      | 2        | 0       | ?           | ?          | ?            | ?            | ?            | ?            | 2+       | 0+     | ?           | ?          |
| C. Ranieri    | 18       | 0       | ?           | ?          | ?            | ?            | ?            | ?            | 18+      | 0+     | ?           | ?          |
| M. Ronco      | 16       | 0       | ?           | ?          | ?            | ?            | ?            | ?            | 16+      | 0+     | ?           | ?          |
| O. Sorbello   | 31       | 9       | ?           | ?          | ?            | ?            | ?            | ?            | 31+      | 9+     | ?           | ?          |
| G. Tarantino  | 1        | 1       | ?           | ?          | ?            | ?            | ?            | ?            | 1+       | 1+     | ?           | ?          |